# 万逵
万逵，清朝人，是一名清朝政治人物。
万逵曾于1645年接替张惟熙任嘉定县知县一职，1645年由杨之赋接任。